# Morteau
Morteau je naselje in občina v francoskem departmaju Doubs regije Franche-Comté. Leta 2008 je naselje imelo 6.499 prebivalcev.

## Geografija
Kraj leži v pokrajini Franche-Comté ob reki Doubs, 66 km jugovzhodno od Besançona.

## Uprava
Morteau je sedež istoimenskega kantona, v katerega so poleg njegove vključene še občine Les Combes, Les Fins, Grand'Combe-Châteleu, Les Gras, Montlebon in Villers-le-Lac z 18.166 prebivalci.
Kanton Morteau je sestavni del okrožja Pontarlier.

## Zanimivosti
- notredamska cerkev iz 1. polovice 15. stoletja,
- le château Pertusier (1576)
- mestna hiša (1590).

## Pobratena mesta
- Vöhrenbach (Baden-Württemberg, Nemčija);